# 사이카와촌
사이카와촌(斎川村)은 1954년까지 미야기현 갓타군에 있던 촌이다. 현재의 시로이시시에 해당한다.

## 역사
- 1889년 4월 1일 - 정촌제 시행과 함께 구 사이카와촌 단독으로 촌제를 시행하였다.
- 1954년 4월 1일 - 시로이시 정, 오다이라 촌, 고스고 촌, 오타카사와 촌, 시라카와 촌, 후쿠오카 촌과 합병해 시로이시시가 되었다.